# جيش يوغوسلافيا الشعبي
الجيش الشعبي اليوغسلافي (بالصربوكرواتية والمقدونية:Jugoslavenska Narodna Armija) هو القوة المسلحة لجمهورية يوغسلافيا الاشتراكية الاتحادية تأسس الجيش في عام 1945 وتألف من من القوة البرية والبحرية والجوية وانحل بتفكك يوغسلافيا في 1992.

## التاريخ
يرجع تاريخ الجيش الشعبي اليوغسلافي إلى عناصر البارتيزان اليوغسلافية خلال الحرب العالمية الثانية الذين شكلوا حركة مقاومة ضد الأحتلال الألماني-الإيطالي، فتشكل في يوغسلافيا جيش التحرير الشعبي اليوغسلافي في 22 ديسمبر 1941.
في مارس 1945 وبعد تحرر يوغسلافيا من الاحتلال الألماني تم تغير اسم الجيش من جيش التحرير الشعبي إلى الجيش اليوغسلافي، وفي الذكرى العاشرة لتأسيس الجيش أصبح الجيش يحمل اسم الجيش الشعبي اليوغسلافي في 22 ديسمبر 1951.

## التنظيم
ينتظم الجيش اليوغسلافي في أربعة مناطق عسكرية التي بدورها تنقسم إلى عدة مقاطعات عسكرية التي يناط بها مسؤوليات إدارية كحماية المنشئات العسكرية وتجنيد الأفراد البالغين سن الخدمة العسكرية.
المناطق هي بلغراد (تشمل صربيا وشرق كرواتيا والبوسنة والهرسك) وزغرب (شمال كرواتيا وسلوفينيا) سكوبيه (مقدونيا والجبل الأسود) وسبليت منطقة بحرية.

## القوات البرية
تعد القوات البرية أكبر فروع الجيش الشعبي اليوغسلافي فضمت عام 1991 حوالي 165,000 جندي وقرابة 1,5 مليون جندي في صفوف الاحتياط إضافة إلى القوات البرية تمتلك كل جمهورية في الاتحاد اليوغسلافي على قوات دفاع إقليمية خاصة بها، وتتألف القوات البرية في الجيش الشعبي اليوغسلافي من وحدات الدروع والمشاة والمدفعية والدفاع الجوي والهندسة والإشارة.

## القوات الجوية
تتألف القوات الجوية للجيش الشعبي اليوغسلافي من 32,000 فرد وتملك قرابة الألف طائرة و200 مروحية وتتمركز القيادة العامة للقوات الجوية في العاصمة اليوغسلافية بلغراد فيما تتوزع القواعد الجوية في مختلف أنحاء يوغسلافيا الاتحادية.

## البحرية
مع نهاية عام 1990 كانت البحرية اليوغسلافية تضم نحو 10,000 منتسب منهم 4,000 مجند و900 من مشاة البحرية، وتشمل القطع البحرية للأسطول اليوغسلافي على فرقاطات وزوارق صواريخ وغواصات.